# Chiara Simoneschi-Cortesi

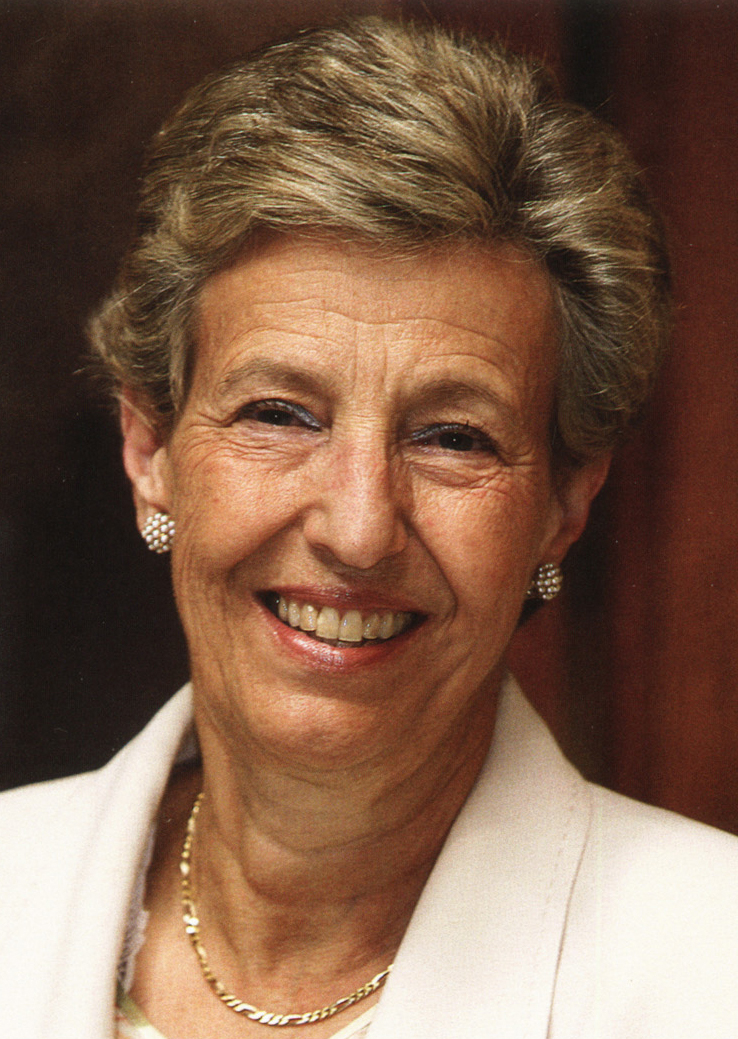
Chiara Simoneschi-Cortesi (2009)

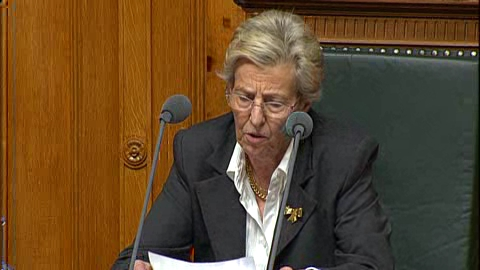
Cortesi bei ihrer Rede zur Wahl als Nationalratspräsidentin am 1. Dezember 2008

Chiara Simoneschi-Cortesi (* 21. April 1946 in Zürich) ist eine Schweizer Politikerin (CVP) und ein ehemaliges Mitglied des Nationalrats. Sie vertrat den Kanton Tessin ab 1999 zwölf Jahre lang im Nationalrat und war für das Parlamentsjahr 2008–2009 dessen Präsidentin.

## Lebenslauf
Simoneschi-Cortesi wurde als Tochter eines italienischsprachigen Vaters und einer deutschsprachigen Mutter in Zürich geboren. Sie wuchs in Comano auf. Nach ihrer Matura Typus B studierte sie an der Universität Bern Soziologie und Politikwissenschaft. Sie brach das Studium ab, als sie einen Italiener heiratete und schwanger wurde. 1968 zog sie mit ihm ins Tessin.
Simoneschi-Cortesi ist heimatberechtigt in Lugano und hat drei Kinder. Sie wurde 2018 zur Ehrenbürgerin der Gemeinde Comano ernannt.

## Politik
Simoneschi-Cortesi ist Mitglied der Christlichdemokratischen Volkspartei. Von 1984 bis 1998 gehörte Chiara Simoneschi-Cortesi dem Gemeinderat von Comano an, sie präsidierte ihn 1996/97. Von 1987 bis 1988 war sie Mitglied des Grossen Rats des Kantons Tessin; 1998/99 stand sie ihm vor. 1999 wurde Simoneschi-Cortesi in den Nationalrat gewählt. Simoneschi präsidierte während zehn Jahren die Eidgenössische Kommission für Frauenfragen; 2007 trat sie jedoch wegen der neuen Unvereinbarkeitsregel als Kommissionspräsidentin zurück. Zu ihren Kernthemen gehören neben Familienfragen auch Bildungs- und Verkehrsthemen. In gesellschaftspolitischen Fragen vertritt Simoneschi eine eher konservative Position und vertritt damit die Einstellung ihrer Partei; jedoch stand sie im Widerspruch zur Mehrheit ihrer Fraktion, als sie einen für alle Arbeitnehmenden gültigen Mindestlohn von 3500 Franken forderte.
Im Parlamentsjahr 2007/08 amtierte sie als erste Vizepräsidentin des Nationalrats. Für das Parlamentsjahr 2008/09 wurde Simoneschi-Cortesi mit 134 von 166 gültigen Stimmen zur Nationalratspräsidentin gewählt. In diesem Amt folgte sie dem Waadtländer SVP-Parlamentarier André Bugnon nach. Sie war die erste Vertreterin der italienischsprachigen Schweiz auf dem Stuhl des Nationalratspräsidenten seit Luigi Generali 1978/79.
Bei den Wahlen 2011 trat Simoneschi-Cortesi nicht mehr an.
Sie ist Teil des Initiativkomitees der Konzernverantwortungsinitiative.